# Rejon zawitinski
Rejon zawitinski (ros. Завитинский район) – rejon we wschodniej Rosji, w obwodzie amurskim. Siedzibą administracyjną jest miasto Zawitinsk.